# Wólka (Rzepnik)
Bratkówka – część wsi Rzepnik w Polsce, położona w województwie podkarpackim, w powiecie krośnieńskim, w gminie Wojaszówka.
Od południa graniczy z przysiółkiem Bratkówki, także o nazwie Wólka.